# 短程防空

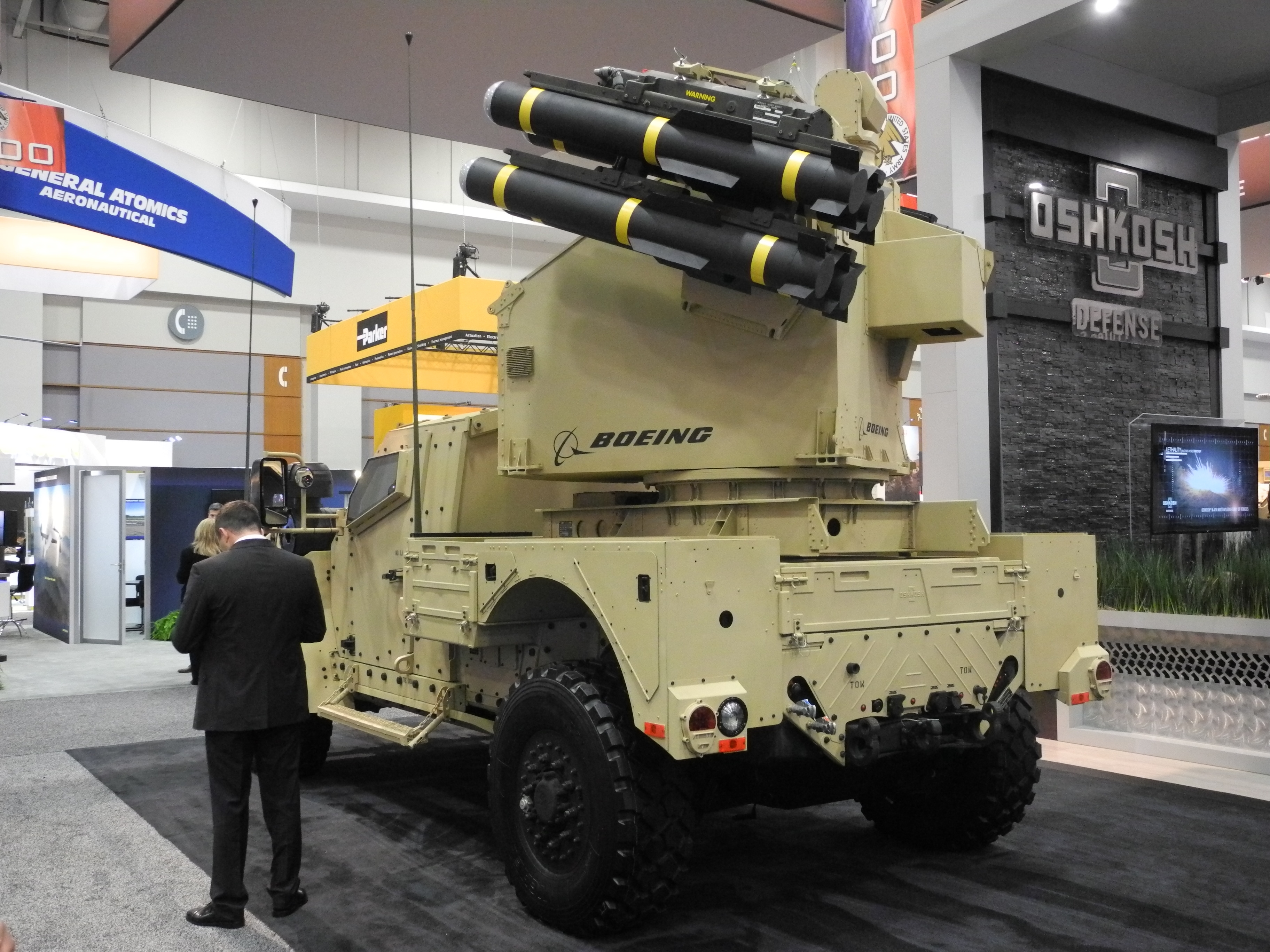
2017年美國陸軍協會年會上， 聯合輕型戰術車上安装了波音的短程防空飛彈發射器。

短程防空（SHORAD, Short range air defense）是一系列中短程防空武器和戰術，用於防禦及攔截位於低空的空中威脅，其主要目標是直升機、軍用無人機和低空飛行的飛機，例如A-10雷霆二式攻擊機或Su-25攻擊機，短程防空（Shorad）及中高空防空（Himad）通過各自的防空範圍以及作戰高度差異，將一系列的防空武器及戰術分類於各自適合的防空範圍中。

## 加拿大
1989年，安裝於M113A2裝甲運兵車底盤上的阿達茨防空反戰車系統正式服役於加拿大陸軍。阿達茨配有前視紅外線及電視傳感器、雷射測距儀和指示器、搜索雷達。其使用的MIM-146飛彈具有10公里射程及7公里射高，8聯裝發射器可以在數秒内發現並擊中多個目標。加拿大陸軍司令部在2012年退役了所有阿達茨防空反坦克系统。同樣在加拿大陸軍中，郊狼偵查車和LAV-3裝甲車也擁有能夠摧毁地面攻擊機的短程防空砲塔。它們的射程約為2.4公里。ADATS在全數退役後，加拿大萊茵金屬公司製造了AMADS（先進便攜式防空系統），作為加拿大陸軍的短程防空訓練裝備。

## 印度

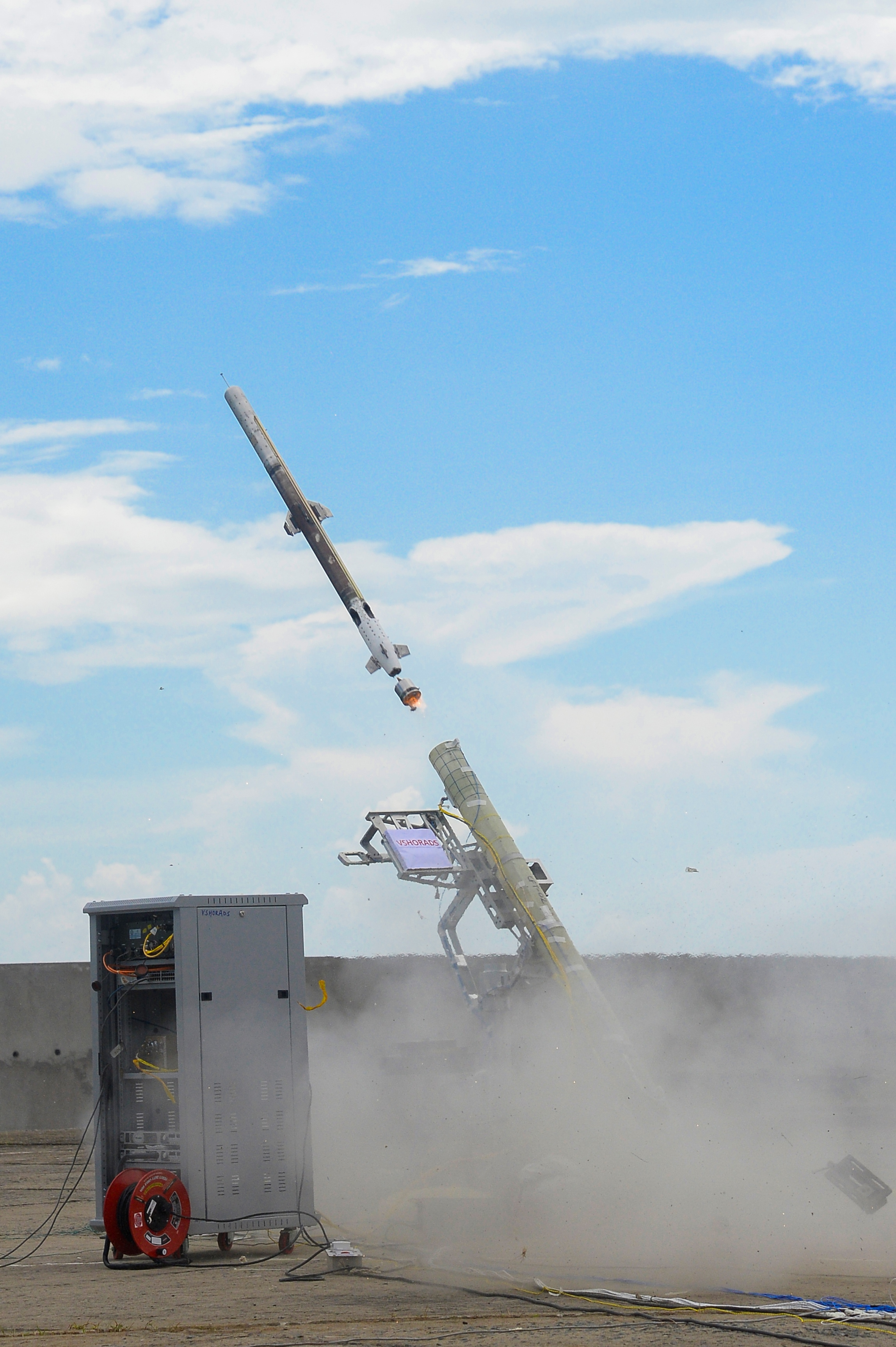
印度首次試射超短程防空飛彈。

印度開發了一套稱為超短程防空(VSHORAD)系統的本土防空飛彈，並經過多次測試成功。該飛彈使用雙推力引擎，用於摧毁低空飛行的目標。

## 美國

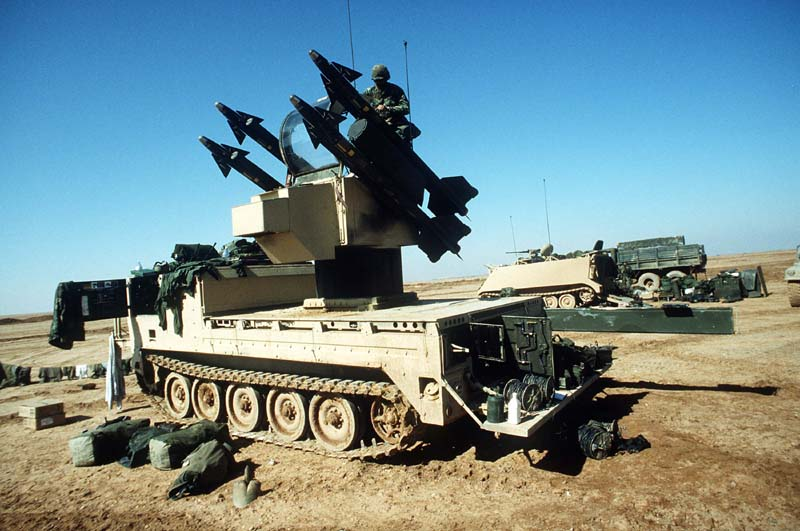
被汰除前在美國陸軍服役的MIM-72/M48欉樹飛彈。

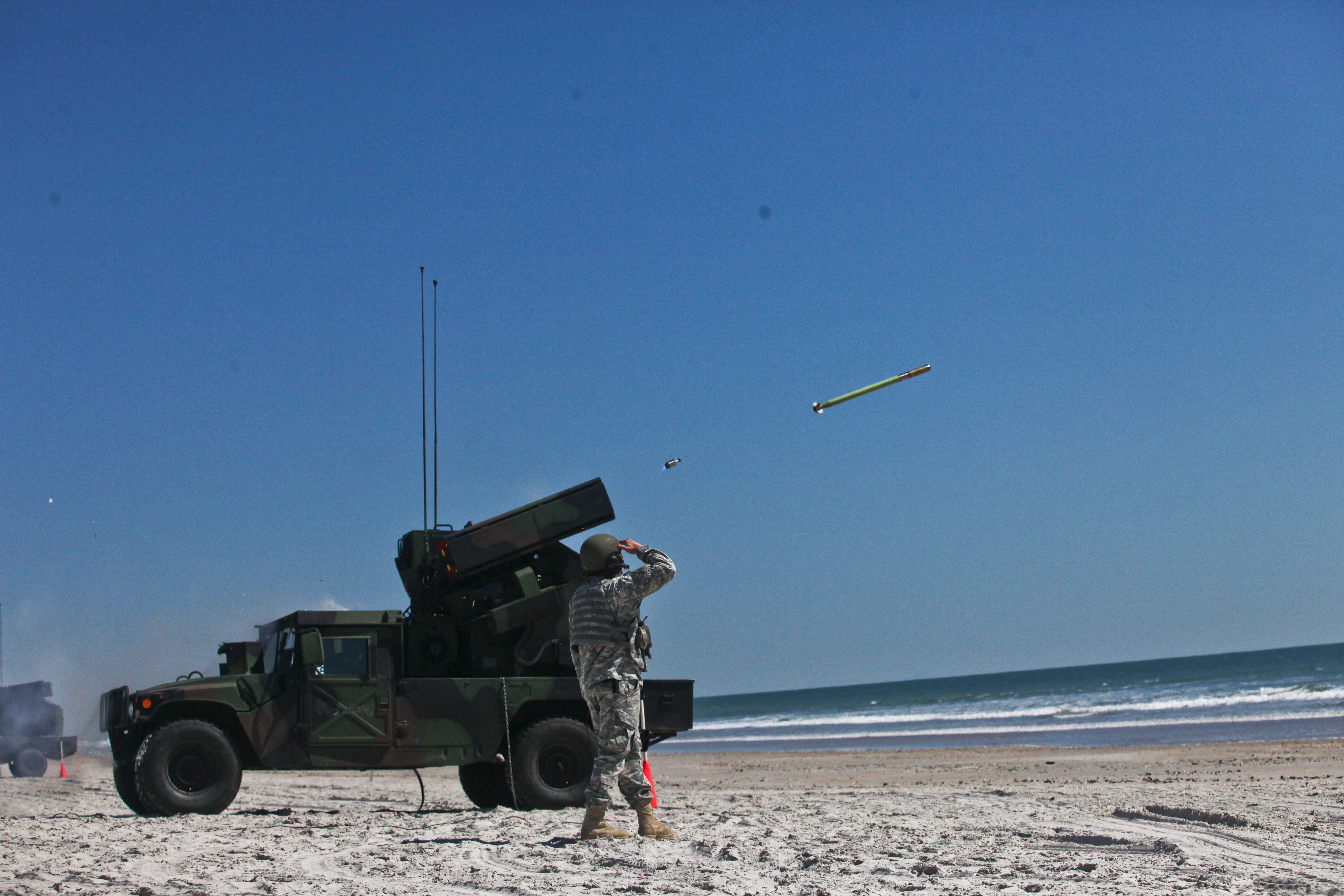
復仇者防空飛彈系統發射FIM-92刺針便攜式防空飛彈。

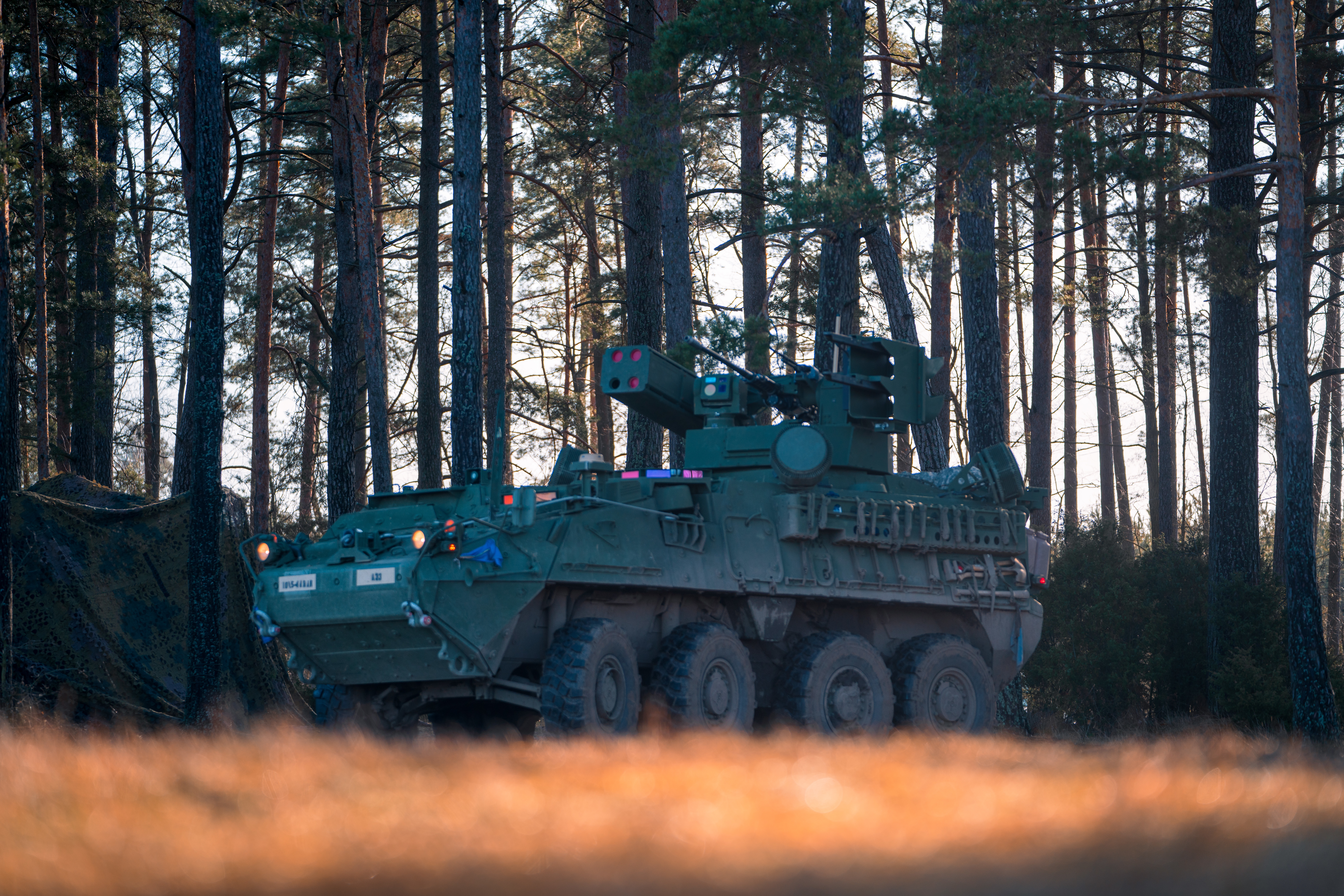
尚未安裝AGM-114L長弓地獄火飛彈的史崔克防空車。

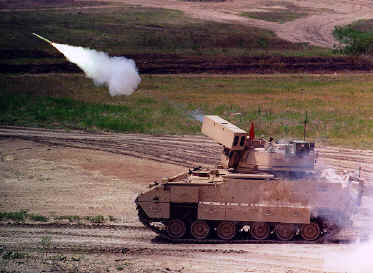
發射FIM-92刺針便攜式防空飛彈的M6後衛防空車。

在美國軍隊中，一開始是配備MIM-72/M48欉樹飛彈，其使用AIM-9響尾蛇飛彈，配套的發射載具的M113裝甲運兵車衍生而來，1969年進入美國陸軍服役，於1990年到1998年間退出現役，作戰時通常與M163蠍式自行防空砲搭配部署，M163負責極近距離防空，MIM-72/M48則負責其所不及之處。
2001年九一一襲擊事件發生後，美國國防部意識到現在急需一款新型短程防空武器，也就是後來的復仇者防空飛彈系統，裝備該系統的防空營被分配到各大戰區及軍級部隊，並進一步將防空砲兵排配屬到旅級戰鬥隊或機動營，此防空系統使用8枚FIM-92刺針便攜式防空飛彈、1挺12.7毫米M3P重機槍、前視紅外感測器以及雷射測距儀。
2018年2月，陸軍宣布將對史崔克裝甲車進行改裝，以滿足機動短程防空的需求，改裝後的裝甲車具有4枚FIM-92刺針便攜式防空飛彈、2枚AGM-114L長弓地獄火飛彈、1門30毫米M230鏈砲、1挺7.62毫米M240通用機槍以及360度搜索雷達系統，首批車輛於2021年交付，到2025年將總共部署144輛。
在美國海軍陸戰隊中，目前只有第2和第3低空防空營負責短程防空，以下軍事單位代碼（MOS）與短程防空有關：
- 14G：防空作戰管制官（前身為14J）
- 14P：復仇者飛彈防空部隊/便攜式防空武器部隊
- 7212：低空防空部隊（海軍陸戰隊）

美國陸軍於冷戰後期曾提出一項名為前方地區防空系統的國防計劃，旨在為前線部隊部署一套應對蘇聯大量空對地武器的短程防空系統及戰術，但數年後便因蘇聯解體而中止，最終美國陸軍將一些裝備2枚BGM-71拖式飛彈的M2布雷德利改裝4枚FIM-92刺針便攜式防空飛彈用於防空，編號為M6後衛。
美國防空部隊的短程防空系統和中高空防空系統有明確的分工。美軍的短程防空系統以復仇者防空飛彈系統及M6後衛防空系統為主，中高空防空系統為大面積空域提供靜態保護，而完全自走化的短程防空系統則具有能支援進攻性作戰的優秀機動性，且可在脫離雷達部隊支援時獨力執行防空任務，但缺點是無法打擊遠程及中高空的威脅。

## 挪威
挪威陸軍使用挪威先進地對空飛彈系統(NASAMS)，該系統包括載有2枚AIM-9X響尾蛇飛彈發射器的悍馬車和用於IRIS-T SLS飛彈的履帶式發射車。

## 瑞典

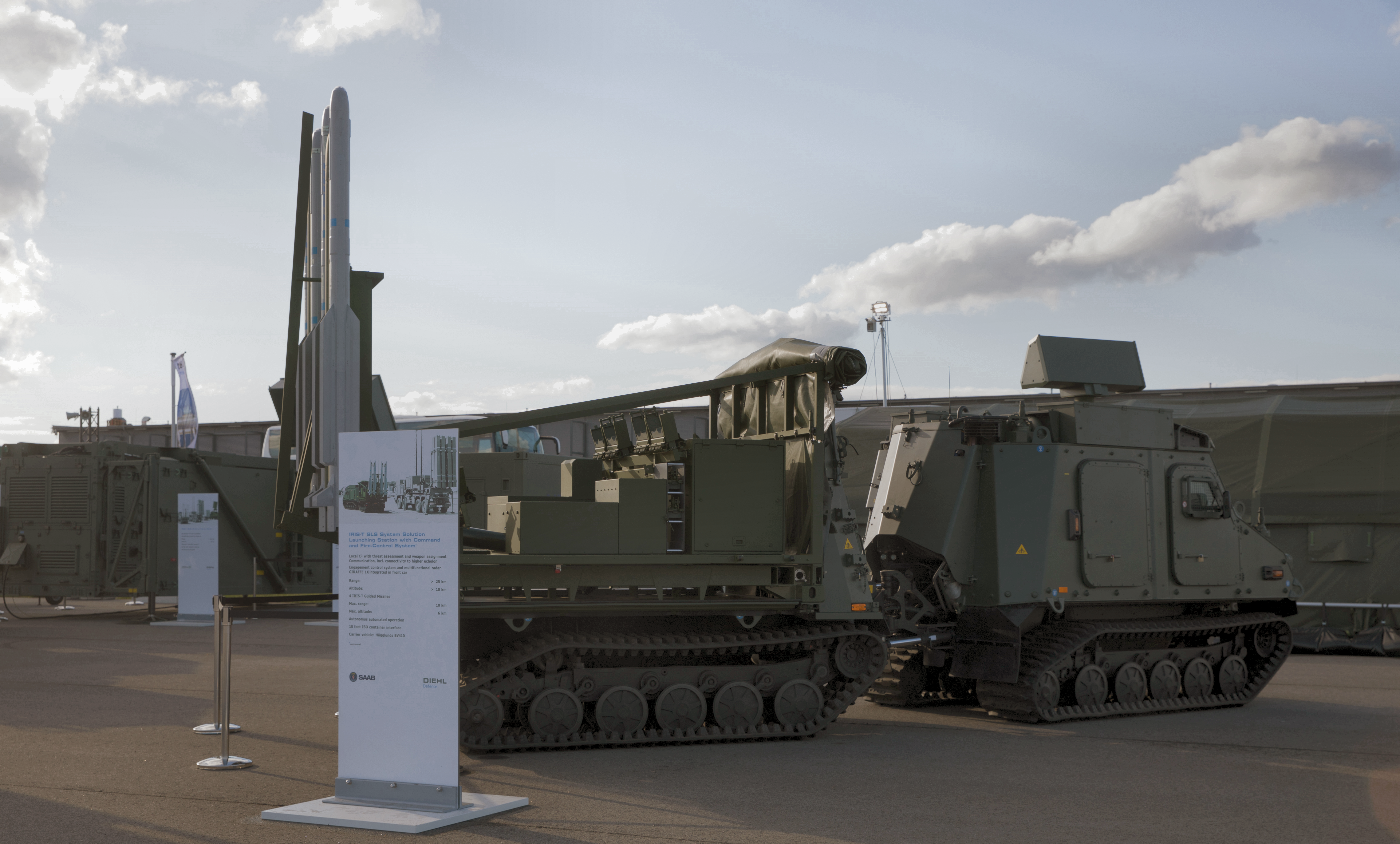
Eldenhet 98防空飛彈車。

瑞典陸軍使用在BvS10全地形車上配備4枚IRIS-T飛彈的防空飛彈系統，並命名為Eldenhet 98防空飛彈車。

## 法國

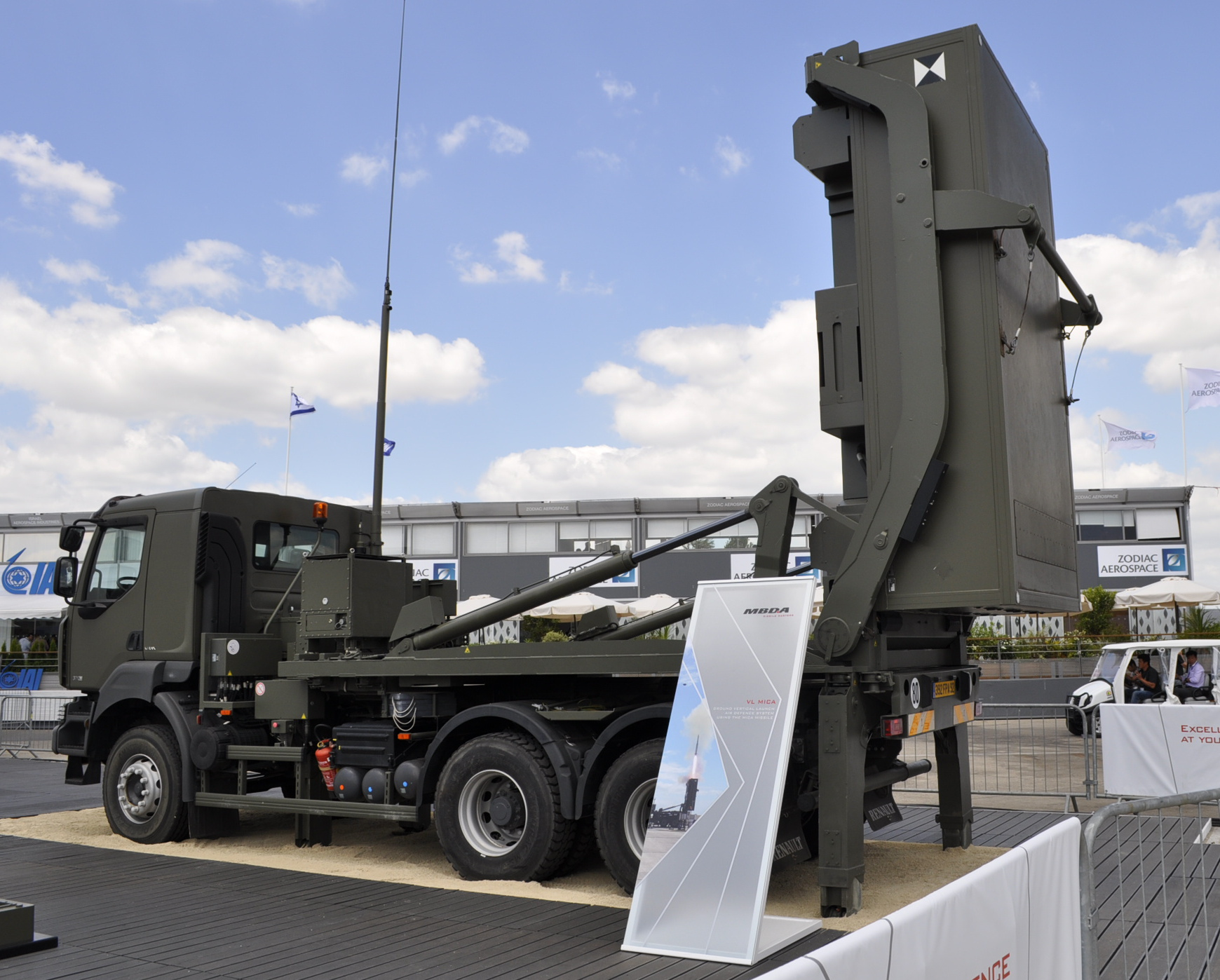
2015年巴黎航展展示VL MICA SHORAD(垂直發射雲母短程防空飛彈)發射車。

雲母飛彈也開發出短程地對空防空飛彈系統，稱為VL MICA SHORAD(意即：垂直發射雲母短程防空飛彈)，在這種情況下，雲母飛彈會自載具的發射箱內發射。2008年10月23日，15與30型各垂直發射雲母飛彈通過了14次發射測試的最後一次，可以大量生產，十次測試中，主動雷達導引的雲母飛彈擊中12公里(海狼飛彈射程的兩倍)外的掠海飛行目標。目前陸射型有泰國、摩洛哥、沙烏地阿拉伯等國陸軍採購，艦射型的雲母飛彈則預計成為法國版歐洲多用途巡防艦阿基坦級巡防艦的標準武裝(計畫定案後海軍集團改用阿斯特飛彈)。

## 德國
萊茵金屬防空公司開發了兩款的自行防空系統，第1款是空中遊俠30，其安裝一門30毫米MK30機炮，第2款是空中遊俠35，其安裝一門35毫米歐瑞康35/1000轉輪式機炮，一部份空中遊俠30被捐贈給烏克蘭陸軍，以協助抵禦俄羅斯入侵烏克蘭期間的空襲。丹麥亦於2023年5月16日訂購了安裝在食人魚5裝甲車底盤上的空中遊俠30。

## 日本

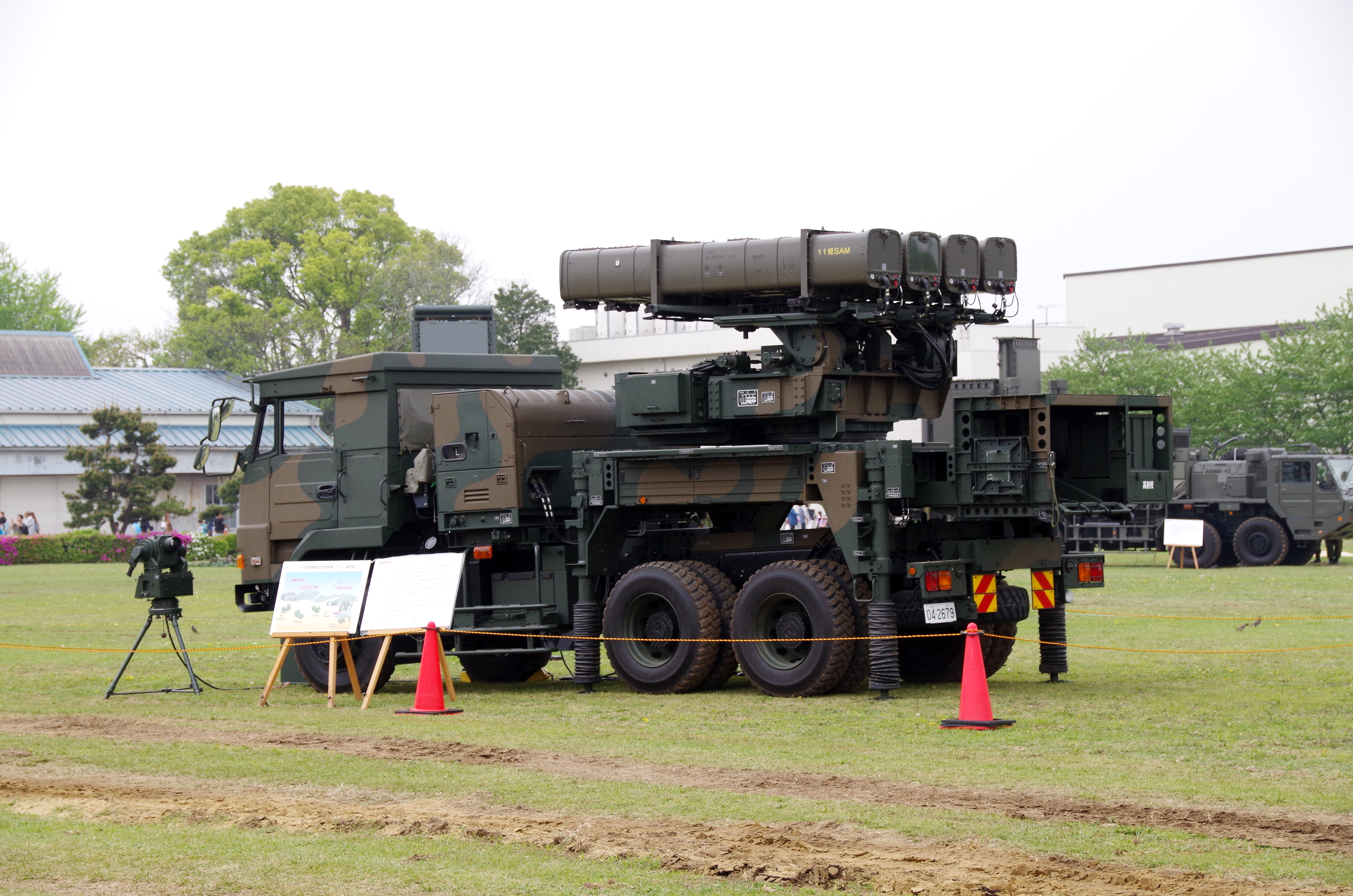
日本陸上自衛隊的11式短程地對空飛彈系統發射車。

日本防衛省技術研究本部於1999年至2002年間執行「将来短距離地対空誘導弾の研究試作」（次世代短程地對空飛彈研究與試製）計畫，預計研發一種新型防空飛彈系統以取代舊有的81式短程地對空飛彈。該計畫的結果在2005年至2009年間被進一步研究  ，並獲得「短SAM(改II)」的代號。此系統最終在平成23年度（2011年）國防預算中定名為11式短距離地対空誘導弾。
- 11式短程地對空飛彈系統：最大作戰範圍為10公里，最大射高為20公里。

## 中華民國

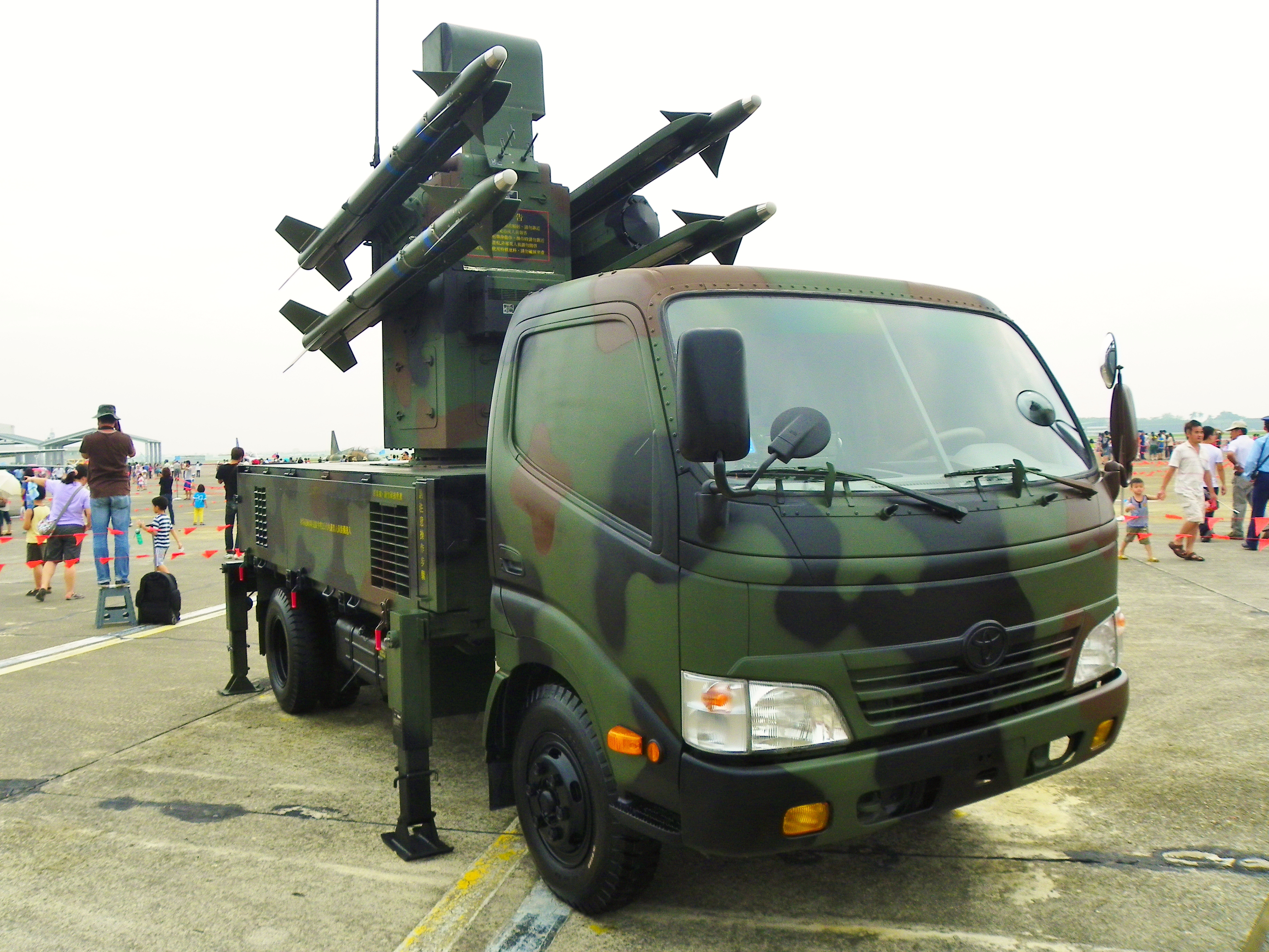
接戰中的捷羚防空飛彈系統發射車。

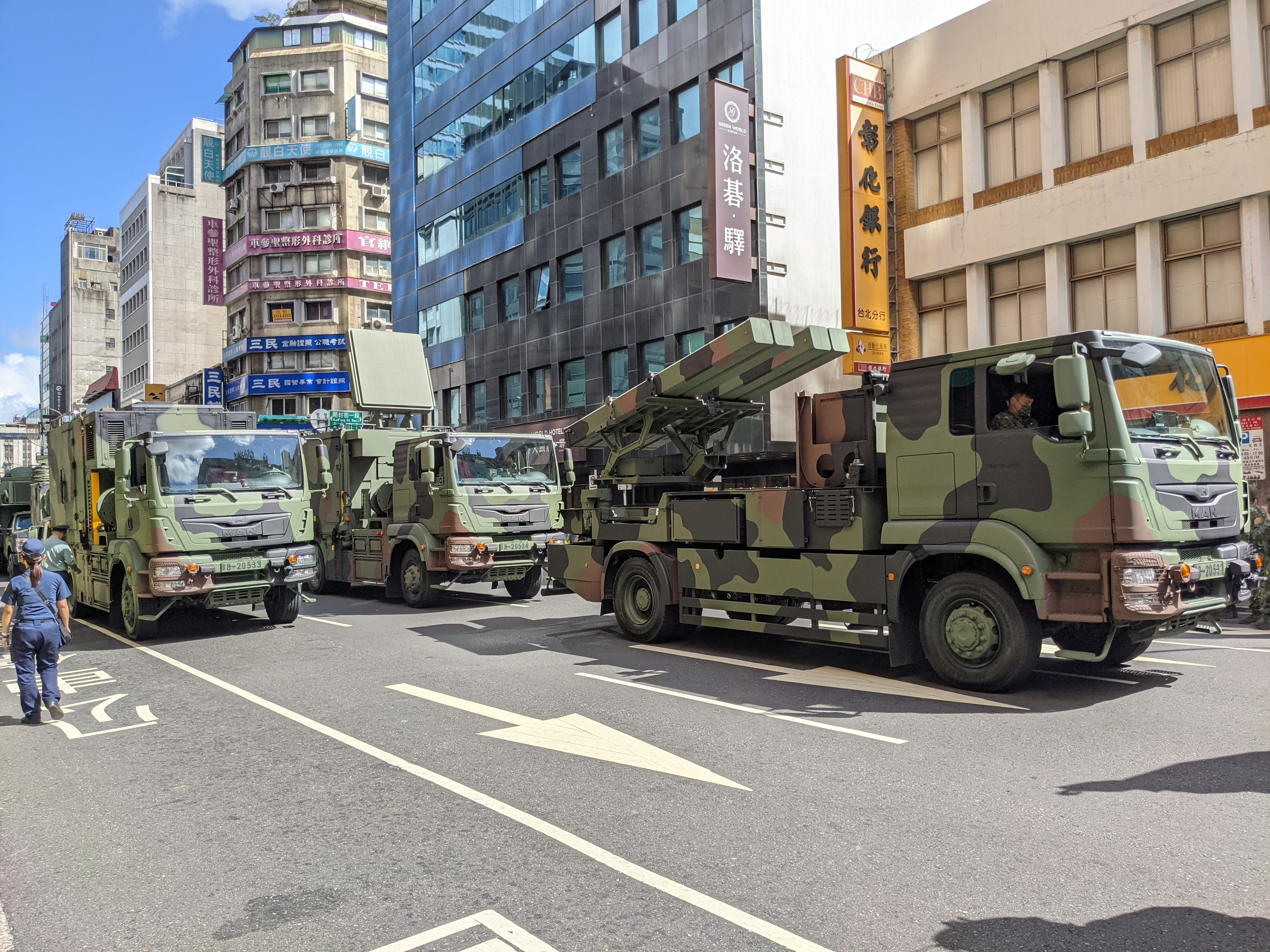
中華民國一百一十年國慶中展出的陸劍二防空飛彈系統的發射車、指揮車與CS/MPQ-951蜂眼相位陣列雷達車。

國家中山科學研究院使用天劍一型飛彈與天劍二型飛彈結合商規4×4卡車底盤分別開發出了兩款中短程防空飛彈系統，也就是捷羚防空飛彈系統與陸劍二防空飛彈系統。
- 捷羚防空飛彈系統：最大作戰範圍為9公里，最大射高為15公里。
- 陸劍二防空飛彈系統：最大作戰範圍為15公里，最大射高為20公里。

## 以色列
- 鐵穹防禦系統：鐵穹最大作戰範圍為5～70公里，最大射高為20公里。
- 閃電-1飛彈：閃電-1最大作戰範圍為10～12公里，最大射高為5.5公里。

### 引文
1. ↑   (PDF). July 18, 2018  [2023-06-29]. （原始内容存档 (PDF)于2020-07-27）.
2. ↑  .   [2023-06-29]. （原始内容存档于2016-06-04）.
3. ↑  . pib.gov.in.   [2022-10-06].
4. ↑  . The Economic Times.   [2022-10-06]. （原始内容存档于2022-10-12）.
5. ↑  Wiggins & Vince 2015，第56頁.
6. ↑  .   [2023-06-29]. （原始内容存档于2023-04-08）.
7. ↑  .   [2023-06-29]. （原始内容存档于2023-09-11）.
8. ↑  .   [2023-06-29]. （原始内容存档于2023-05-20）.
9. ↑  技術研究本部60年史 - Ⅱ 技術研究開発 - ５ 技術開発官（誘導武器担当）, 6-7頁
10. ↑   (PDF).   [2022-01-12]. （原始内容存档 (PDF)于2017-03-22）.
11. ↑   (PDF).   [2022-01-12]. （原始内容存档 (PDF)于2020-07-02）.
12. ↑   (PDF).   [2022-01-12]. （原始内容存档 (PDF)于2017-03-22）.
13. ↑  平成22年度ライフサイクルコスト管理年次報告書 （页面存档备份，存于）（防衛省公式サイト）
14. ↑  平成23年度防衛予算の概要 （页面存档备份，存于）（防衛省公式サイト）

### 圖書
- （英文）Wiggins, Jr.; Vince, R. . Military Review (United States of America: Army University Press). 2015, 95 (6): 55-63  [2024-04-07]. ISSN 0026-4148. （原始内容存档于2024-04-07）.